# Spoorlijn Reims - Laon
De Spoorlijn Reims - Laon is een Franse spoorlijn van Reims naar Laon. De lijn is 50,6 km lang en heeft als lijnnummer 082 000.

## Geschiedenis
De spoorlijn werd door de Compagnie des chemins de fer des Ardennes geopend op 31 augustus 1857.

## Treindiensten
De SNCF verzorgt het personenvervoer op dit traject TER treinen.
| Serie      | Treinsoort | Route        | Bijzonderheden |
| ---------- | ---------- | ------------ | -------------- |
| TER 839600 | TER (SNCF) | Reims – Laon |                |

## Aansluitingen
In de volgende plaatsen is of was er een aansluiting op de volgende spoorlijnen:
Reims
RFN 074 000, spoorlijn tussen Épernay en Reims
RFN 081 316, raccordement van Reims 1
RFN 205 000, spoorlijn tussen Soissons en Givet
Guignicourt
RFN 082 606, stamlijn Guignicourt 1
RFN 082 611, stamlijn Guignicourt 2
Laon
RFN 228 000, spoorlijn tussen Laon en Liart
RFN 228 601, stamlijn Laon
RFN 229 000, spoorlijn tussen La Plaine en Anor
RFN 236 000, spoorlijn tussen Laon en Le Cateau
RFN 261 000, spoorlijn tussen Amiens en Laon

## Galerij

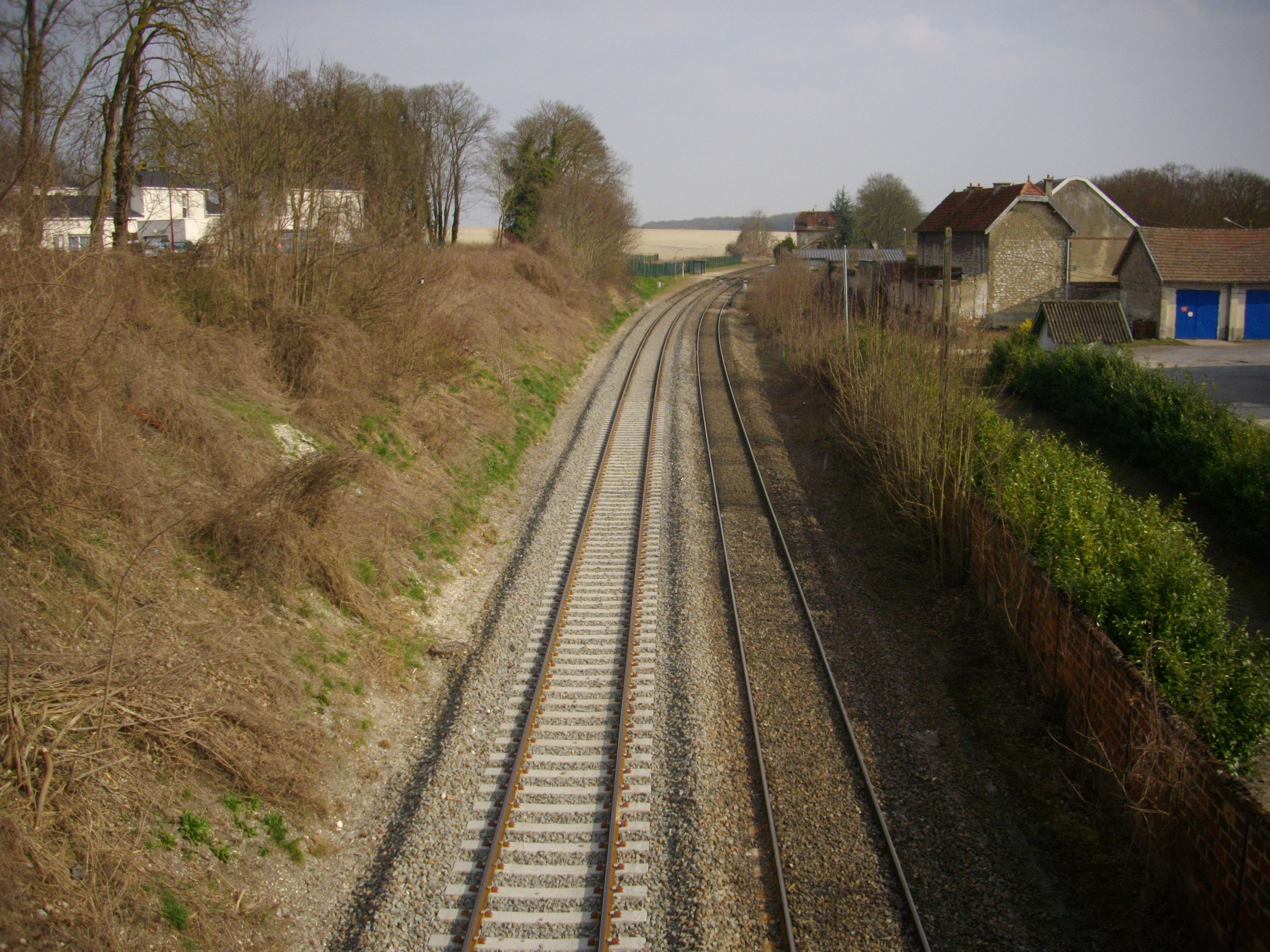
De lijn bij Courcy
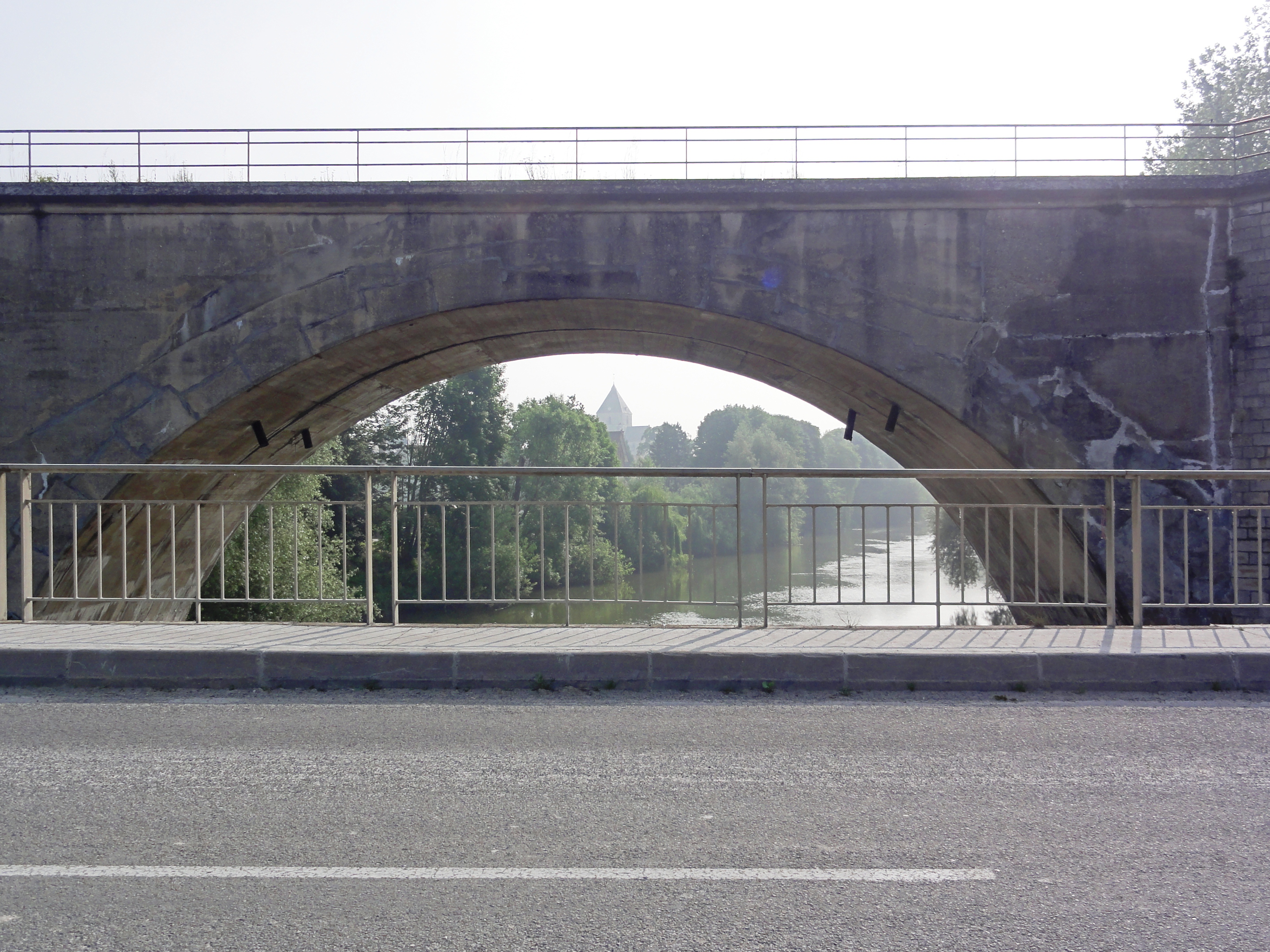
Spoorbrug over de Aisne bij Guignicourt
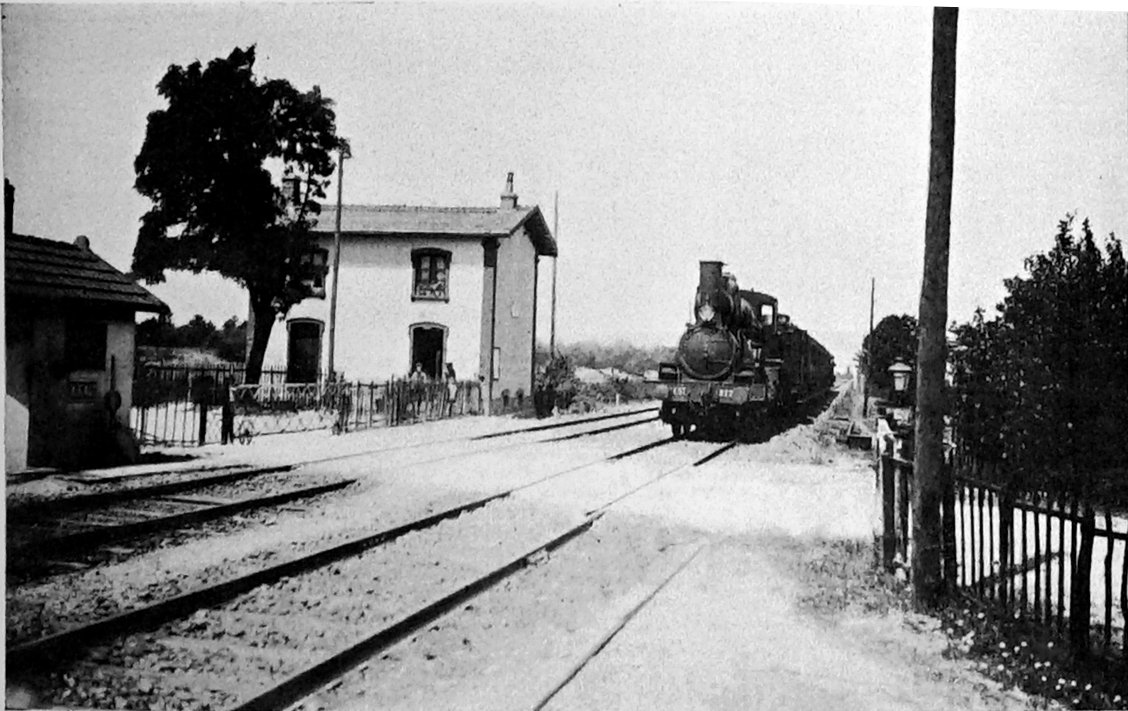
Overweg bij Courcy in 1910